# Solignac
Solignac is een gemeente in het Franse departement Haute-Vienne (regio Nouvelle-Aquitaine) en telt 1367 inwoners (1999). De plaats maakt deel uit van het arrondissement Limoges.

## Geografie
De oppervlakte van Solignac bedraagt 16,6 km², de bevolkingsdichtheid is 82,3 inwoners per km².
De onderstaande kaart toont de ligging van Solignac met de belangrijkste infrastructuur en aangrenzende gemeenten.

## Verkeer
De spoorweghalte Solignac - Le Vigen bevindt zich net over de gemeentegrens met Le Vigen.

## Demografie
Onderstaande figuur toont het verloop van het inwonertal (bron: INSEE-tellingen).

## Bijzonderheden
In 632 na Chr. stichtte St. Eloy de abdij van Solignac.

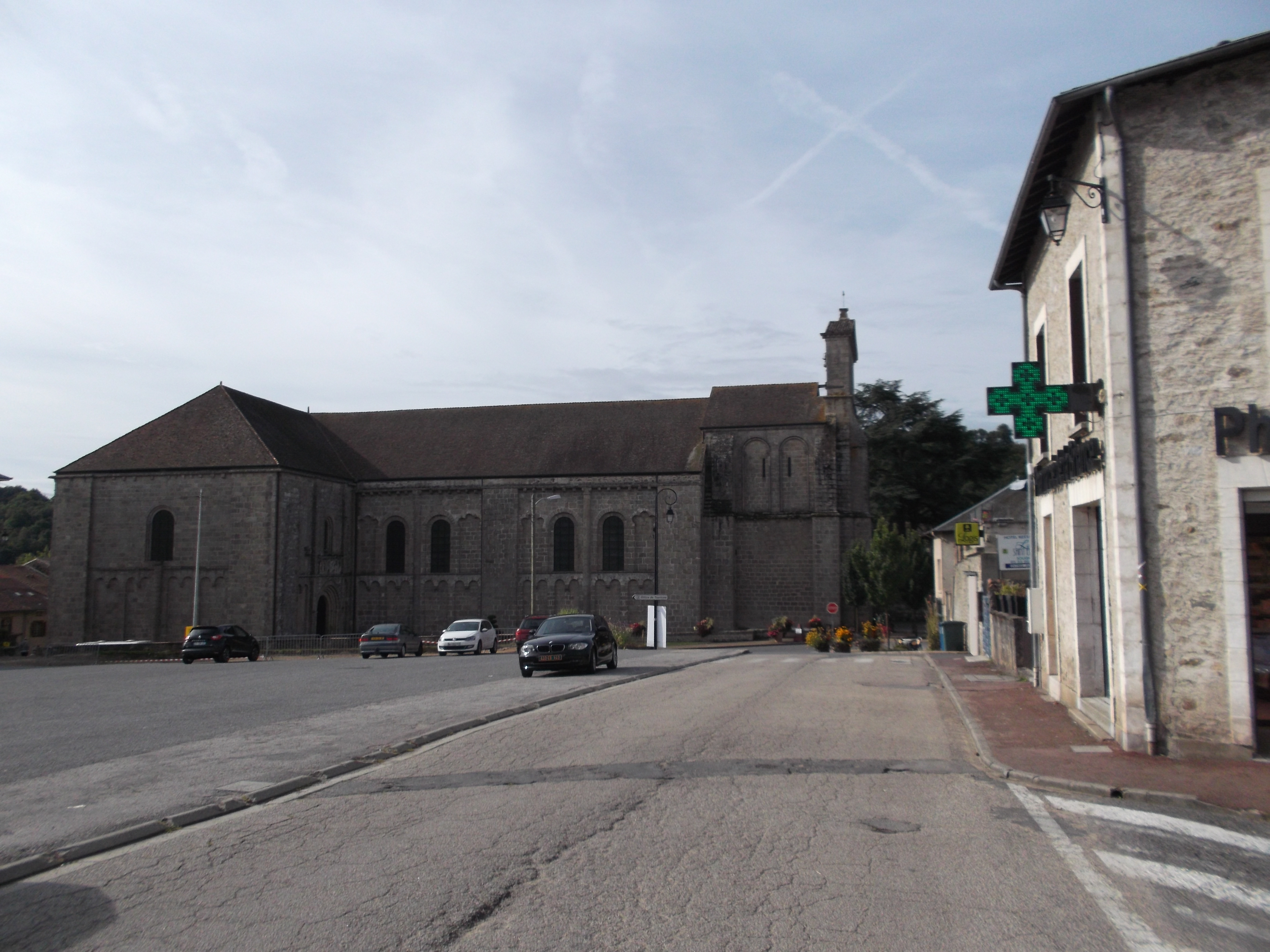
De Abdij van Solignac